# Séverine Vandenhende
Séverine Vandenhende, född 1974, fransk judoutövare.
Hon tog OS-guld i damernas halv mellanvikt i samband med de olympiska judotävlingarna 2000 i Sydney.